# Вест Чатам (Масачусетс)
Вест Чатам (енгл. West Chatham) насељено је место без административног статуса у америчкој савезној држави Масачусетс.

## Демографија
По попису из 2010. године број становника је 1.410, што је 36 (-2,5%) становника мање него 2000. године.
| Група             | 2000.         | 2010.         |
| Белци             | 1.388 (96,0%) | 1.332 (94,5%) |
| Афроамериканци    | 15 (1,0%)     | 25 (1,8%)     |
| Азијати           | 3 (0,2%)      | 8 (0,6%)      |
| Хиспаноамериканци | 13 (0,9%)     | 33 (2,3%)     |
| Укупно            | 1.446         | 1.410         |